# Friedrich Born
Friedrich Born (Langenthal, Bern kanton, 1903. június 10. – Zollikofen, Bern kanton, 1963. január 14.) svájci gazdasági diplomata.

## Élete

### Magyarországon
1936-tól élt Budapesten. 1944 májusától 1945 júniusáig mint a Nemzetközi Vöröskereszt delegáltja tevékenykedett Magyarországon. Az idő alatt kórházak, gyermekotthonok, árvaházak és népkonyhák felépítésével, illetve menlevelek kiállításával támogatta a zsidó lakosságot. Ezzel kb. 11 000–15 000 magyarországi zsidó életét sikerült megmentenie a deportálástól. 1987. június 5-én a Jad Vasem posztumusz kitüntette a Világ Igaza címmel. 
A Vöröskereszt Nemzetközi Bizottságának delegáltjaként kiállt a magyar zsidóság védelmében, a többi között részt vett gyerekek megmentésében, kórházakat, árvaházakat helyezett vöröskeresztes védelem alá, védleveleket bocsátott ki – ismertette Christian Mühlethaler, a Svájci Államszövetség magyarországi nagykövete a megnyitón. Hozzátette: Born tevékenységét 1988-ban a Világ Igaza kitüntetéssel ismerték el, Budapesten egy rakpart szakaszt neveztek el róla és emléktáblát is helyeztek el a tiszteletére.
Born Budapest ostroma alatt, 1944 decemberétől irodáját a Budai Várhegy mélyén található Sziklakórház területén rendezte be, és egy 6-7 négyzetméteres szobában dolgozott – tájékoztatott Tatai Gábor, a Sziklakórház igazgatója. A budai sziklakórházat a felszín alatt 10-14 méter mélységben építették a háború első éveiben, éjjel-nappal szolgálatra készen 16 orvos dolgozott és lakott a föld alatti kórházban – mondta el Selymes Erik, a Magyar Vöröskereszt főigazgatója.

## Emlékezete
- 2010 óta Budapesten a Lánchíd és az Erzsébet híd közötti budai alsó rakpart szakasza az ő nevét viseli.[3]

### Emlékkiállítás
A Sziklakórház (korábbi nevén Lovas úti Fővárosi Sebészeti Szükségkórház) 2011 májusában a Sziklakórház történetét feldolgozó kiállításrésszel együtt, állandó emlékkiállítást nyitott tiszteletére. A megnyitón részt vett és beszédet mondott többek között François Bugnion a Nemzetközi Vöröskereszt képviseletében, Habsburg György, a Magyar Vöröskereszt elnöke, Szentes Tamás főpolgármester-helyettes, Botos János, a Budapesti Holokauszt Intézet igazgatója.

## Fordítás
- Ez a szócikk részben vagy egészben  a   Friedrich Born című német Wikipédia-szócikk ezen változatának fordításán alapul.  Az eredeti cikk szerkesztőit annak laptörténete sorolja fel. Ez a jelzés csupán a megfogalmazás eredetét és a szerzői jogokat jelzi, nem szolgál a cikkben szereplő információk forrásmegjelöléseként.